# Metophthalmus exiguus
Metophthalmus exiguus is een keversoort uit de familie schimmelkevers (Latridiidae). De wetenschappelijke naam van de soort werd in 1860 gepubliceerd door Thomas Vernon Wollaston.